# Minneola (Kansas)
Minneola é uma cidade localizada no estado americano de Kansas, no Condado de Clark.

## Demografia
Segundo o censo americano de 2000, a sua população era de 717 habitantes.
Em 2006, foi estimada uma população de 660, um decréscimo de 57 (-7.9%).

## Geografia
De acordo com o United States Census Bureau tem uma área de
1,2 km², dos quais 1,2 km² cobertos por terra e 0,0 km² cobertos por água. Minneola localiza-se a aproximadamente 777 m acima do nível do mar.

## Localidades na vizinhança
O diagrama seguinte representa as localidades num raio de 36 km ao redor de Minneola.